# اریک بالینگ
اریک بالینگ (دانمارکی: Erik Balling; ۲۹ نوامبر ۱۹۲۴ – ۱۹ نوامبر ۲۰۰۵) کارگردان فیلم، فیلم‌نامه‌نویس، و نویسنده اهل دانمارک بود.